# 2085 Хенань
2085 Хенань (2085 Henan) — астероїд головного поясу, відкритий 20 грудня 1965 року.
Тіссеранів параметр щодо Юпітера — 3,360.